# Svjetsko nogometno prvenstvo beskućnika
Svjetsko nogometno prvenstvo beskućnika, međunarodno je godišnje nogometno natjecanje namijenjeno beskućnicima, u organizaciji škotske zaklade »The Homeless World Cup Foundation«. Prvo izdanje natjecanja održano je u austrijskom Grazu 2003. godine.
Naglasak nije na natjecateljstvu, nego na podizanju svijesti o problemu beskućništva u svijetu te  nadahnjivanju beskućnika na promjenu u njihovim životima putem nogometa. Konačni cilj zaklade i natjecanja jest svijet bez beskućnika.
Na Prvenstvu je nastupala i hrvatska reprezentacija (2013., 2018.).

## Vanjske poveznice
- Službene mrežne stranice (engl.)